# ヘンドリック・ボンマン
ヘンドリック・ボンマン（Hendrik Bonmann、1994年1月22日 - ）は、ドイツ・ノルトライン＝ヴェストファーレン州エッセン出身のサッカー選手。レギオナルリーガ・TSV1860ミュンヘン所属。ポジションはゴールキーパー。

## 経歴

### クラブ
2015年、ボルシア・ドルトムントでプロデビューを果たした。

## タイトル
ボルシア・ドルトムント
- DFBポカール：1回 (2016-17)